# Cúa
Cúa è una città del Venezuela, situata nello stato di Miranda e capoluogo del comune di Urdaneta. Situata fra prati e foreste, Cúa ha una popolazione di 123.000 abitanti, principalmente dedicati a servizi e industria (plastica e carta); è soprattutto una città dormitorio nell'area della Grande Caracas.
Fondata nel 1690, ospita il Santuario de la Virgen de Betania, sorto su un noto luogo di apparizioni mariane.